# Wertislaw

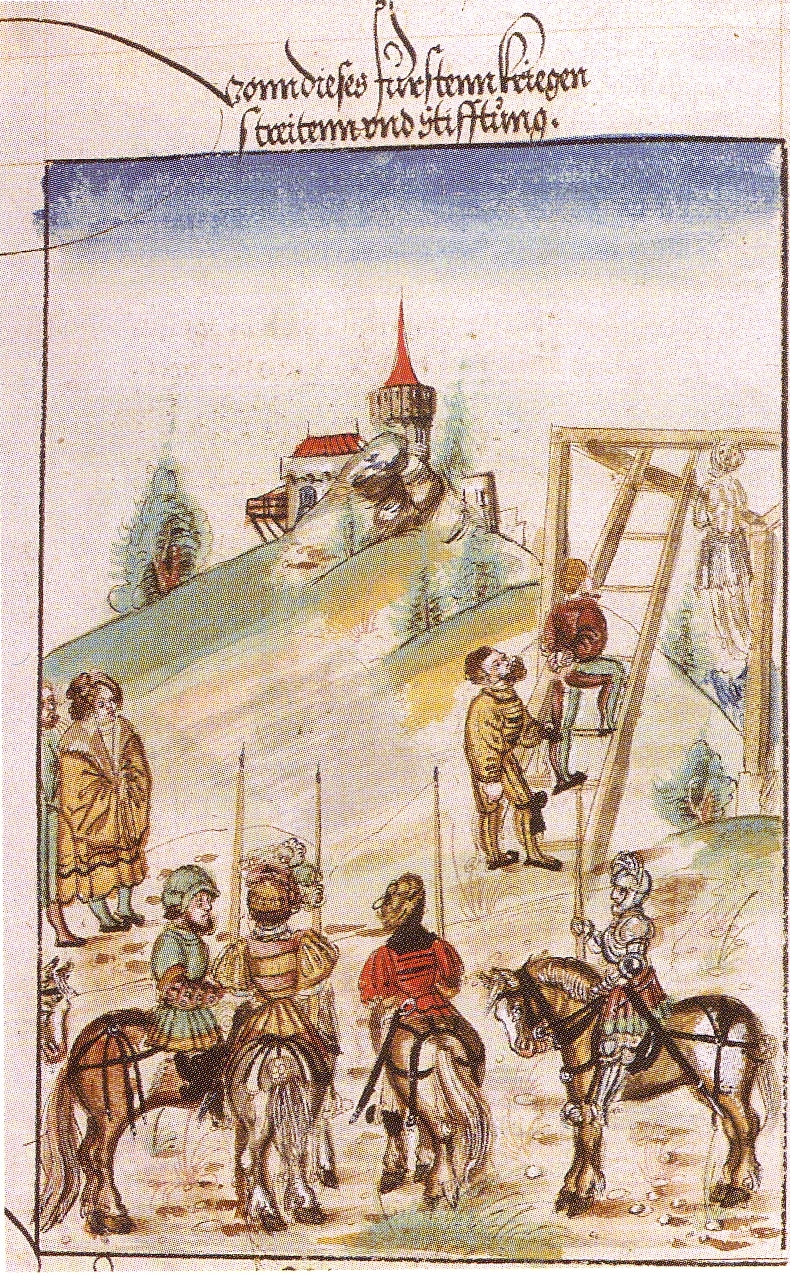
Heinrich der Löwe lässt 1164 den Obotritenfürsten Wertislaw hängen. Quelle: Georg Spalatin

Wertislaw († im Mai oder Juni 1164) war ein Sohn des Obodritenfürsten Niklot und ein Bruder des Obodritenfürsten Pribislaw. Nach dem Tod ihres Vaters Niklot, der 1160 im Kampf gegen Herzog Heinrich den Löwen gefallen war, übernahm Heinrich das Land Werle und übergab dieses an Lubemar, den Bruder Niklots. Von Pommern aus führte Wertislaw gemeinsam mit seinem Bruder Pribislaw einen Kleinkrieg gegen die neuen, von Heinrich dem Löwen im Obodritenland eingesetzten deutschen Lehnsleute des Herzogs und vor allem gegen die Missionare des christlichen Glaubens.
Wertislaw geriet im Winter 1163, als Heinrich der Löwe einen Straffeldzug gegen das Brüderpaar durchführte, bei der Verteidigung der Burg Werle in die Gefangenschaft des Herzogs. Als Pribislaw 1164 erneut gegen Heinrichs Lehnsleute im Obodritenland vorging, schlug Heinrich der Löwe im Sommer zurück. Bei seinem Vorrücken gegen Pribislaw ließ er Wertislaw auf dem Trostberg bei Malchow hängen.

## Kinder
- Nikolaus I.